# Старостіна Римма Федорівна
Ри́мма Фе́дорівна Ста́ростіна (до шлюбу Атаманова, 24 травня 1938 — 10 квітня 2022) — українська спортсменка та тренерка, майстер спорту СРСР з легкої атлетики.

## Життєпис
На фронті Другої світової війни загинув її батько та батьків брат, нацисти двічі заарештовували матір, проте минулося.
У спорті обрала п'ятиборство. Виступала на змаганнях з такими спортсменами, як Ігор Тер-Ованесян та Валерій Брумель. Закінчила Державний центральний інститут фізичної культури. До Луганська запросив перший секретар обкому Володимир Шевченко.
Одружилася, народилася дочку. Працювала тренеркою в ДЮСШ, почала займатися із глухонімими дітьми. На перших же змаганнях підопічні Старостіної посіли третє місце.
Вихованці Старостіної здобули 99 медалей чемпіонатів світу та Європи, 6 — з Паралімпійських ігор. Серед вихованців — Колос Сергій, срібна медаль у метанні списа, Літні Паралімпійські ігри 2000, Оксана Кречуняк — олімпійська чемпіонка. На час проведення Паралімпійських ігор-2004, де її вихованці здобули чимало перемог — серед них Олександр Дорошенко, сама набула інвалідність.
До життя її повернули вихованці — Олександр Дорошенко, здобувши першу нагороду, подолав охорону, вибіг на трибуну, де перебувала Римма Старостіна, зняв свою медаль, надягнув тренерці вінок переможця й промовив: «Матусю, всі рекорди присвячую тобі». Після цього 75-тисячний стадіон звівся на ноги і так аплодував Старостіній.

## Війна
З березня 2014 року із вихованцями займалася на спортивній базі у Кремінній. В травні через початок бойових дій четверо підопічних, що поїхали на сесію, не змогли повернутися. Після прохання директора школи українські військові пропустили її підопічних через блокпости. До Великої України дісталися через Щастя.
З підопічними спробувала дістатися на чемпіонат України до Євпаторії, російські окупанти скасували змагання.
В серпні 2014-го її вихованці на чемпіонаті світу у Великій Британії здобули 3 золоті та 3 срібні нагороди. Після закінчення змагань просила керівників областей прийняти спортсменів-інвалідів із розбомблених областей.
Станом на грудень 2015 року готувала спортсменів до Олімпіади-2016.